# Sigsarve
För stranden på norra Gotland, se Sigsarve strand.
Sigsarve är en ort i Viklau socken i Gotlands kommun, belägen på mellersta Gotland cirka fyra kilometer söder om Roma. Sigsarve klassades före 2010 som en småort. Från 2015 avgränsas här åter en småort.
Strax väster om Sigsarve ligger Viklau kyrka.